# 原宿☆バンビーナ
原宿☆バンビーナ（はらじゅく ばんびーな）は、日本の女性アイドルグループ。バンビプロモーショングループ所属。

## 概要
2016年6月、バンビプロモーショングループ所属のAV女優によるアイドルグループとして結成。グループ名のバンビーナはイタリア語で少女を意味し、原宿は当時流行していた原宿系アイドルに由来。また事務所名とその所在地域にも由来している。今井康絵による同名漫画作品との関わりはない。
初代プロデューサー、看板番組が定期的に放送されるなどつくばテレビとの関係性が深い。
キャッチフレーズは「あなたとの距離0.02ﾐﾘ」。
候補生は「あなたとの距離0.02ミリになりたい!」。

## 略歴

### 2016年 - 2017年（7人編成）
2016年6月、同じ事務所に所属するAV女優7人（宮崎あや、跡美しゅり、広瀬うみ、仁美まどか、北川ゆず、かなで自由、水澤りこ）でアイドルユニット「原宿☆バンビーナ」を結成。初代プロデューサーはつくばテレビ・高橋慎。
2016年7月1日、スカパー!エンタ!959で冠番組『原宿☆バンビーナ』が放送開始。
2016年9月1日、デビューCD『Fantasmile!/Fairy Magic』が発売。
2017年8月4日、TOKYO IDOL FESTIVALのTIFもハジける！スパークリングNIGHT!!に初選出。2018年も連続で選出。
2017年夏、跡美しゅり、戸田真琴の卒業により活動休止状態となる。

### 2018年 - 2019年（4人編成）
2018年2月、宮崎あや、早川瑞希以外のメンバーを入れ替えて活動を再開。このときよりこれまで個人練習に任されていたダンスレッスンにコーチがつき、ボイストレーナーが付く。
2018年6月18日、レディマニアvol.3にてプロデューサーに就任したメイビーブルー（Maybe Blue）によって、12月20日の初ワンマンライブ『処女膜と逃げ場はもうNIGHT2018』に150人集客出来なかったらメンバー総入れ替えが発表された。
2018年7月30日、定期公演『処女膜再生公演』が月1回開催のペースでスタート。
2018年10月23日、LADY MADONNA 拡大版にて、12月20日のワンマンライブ1日限定メンバーで白石茉莉奈、天使もえの加入が発表された。
2018年11月12日、在籍メンバーにより新たにレコーディングし直されたCD『Fantasmile!/Fairy Magic』が発売。同日、第5回定期公演にて、12月20日のワンマンライブで宮崎あや卒業が発表された。
2018年12月20日、2ndシングルCD『ひもいとあかき/びりびりけ〜ん』が発売。同日、『処女膜と逃げ場はもうNIGHT2018』で169人を動員し、早川瑞希、七海ゆあ、榎本美咲のメンバー存続が決定し、最後の初期メン宮崎あやが卒業した。

### 2019年 - （2人編成）
2019年2月4日、新宿レッドノーズ『原宿☆バンビーナ処女膜再生公演』にて再始動。榎本が休業中のため、早川、七海2人での活動再開となる。
2019年4月24日、『原宿☆バンビーナ候補生募集オーディション』の開催を発表。
2019年5月23日、LADY MADONNA vol.9にて、10月22日の原宿バンビーナ100人ワンマン達成出来なかったら即脱退が発表された。
2019年8月22日、七海ゆあが年内で引退を発表し、原宿☆バンビーナも年内で卒業となる。
2019年8月25日、公開生放送で、休業中の榎本美咲の脱退と、2人で合計フルマラソンに挑戦が発表された。
同年10月6日の天使もえ、メイビーブルーMCのニコニコ生放送『原宿バンビーナ候補生発表!!』で「原宿☆バンビーナ候補生」5名を発表。22日のワンマンライブをバックアップする。
10月22日、東京・上野音横丁にて「原宿☆バンビーナワンマンLIVE(102人で大〇交 生で味わえ中だしnight)」を開催。七海ゆあ作詞の『ばーみりおん!!!』を発表。観客数は103人で解散を免れた。
10月30日、候補生4名をバンビーナとは別グループの「原宿☆バンビーナ候補生」として池袋LiveinnROSAでライブを行い始動。ツイッターアカウントも別個のものを取得している。これまで会員限定で明かしていたメンバーも水戸かな、石原める、小夏つむぎ、かれんの4名であると公表した。
11月22日、新宿レッドノーズにて「原宿☆バンビーナ定期公演復活〜私達106人と中出ししてレッドノーズに帰って来たよ!!」を開催。12月22日のライブを発表するとともに同ライブを持っての七海ゆあ、そして早川瑞希のグループ卒業を発表した。12月22日、新宿レッドノーズにて『今宵ついに処女膜再生！バンビーナさよなライヴ 〜私のヴァージン奪いに来て?〜』を開催。七海ゆあ、早川瑞希による2人体制を完走した。

### 候補生のみの活動
「原宿バンビーナ候補生」は原宿バンビーナ解散以降もグループ名を継続し活動する。
2020年6月17日、新型コロナウイルス下の特別企画として七海ゆあ、早川瑞希、杏羽かれん、石原める、天使もえ、白石茉莉奈、かなで自由、桃尻かのんの新旧メンバーでの『Fantasmile』合唱動画をアップした。

### 再結成
2024年6月26日、東京・池袋LiveinnROSA「楽演祭vol.31」に原宿☆バンビーナ名義で早川瑞希（若宮はずき）＆七海ゆあ2人が5年ぶりに再結成。当時のプロデューサー・メイビーブルーもトークの掛け合いで参加した。

## メンバー

### 候補生
| 名前       | 加入日         | メンバーカラー | キャッチフレーズ                                               |
| ---------- | -------------- | -------------- | -------------------------------------------------------------- |
| 石原める   | 2019年10月30日 | ピンク         | 絶対的アイドル                                                 |
| 小夏つむぎ | 2019年10月30日 | イエロー       | 360度どこから見ても、こなつ                                    |
| かれん     | 2019年10月30日 | パープル       | ねんねんねん、ド天然                                           |
| 水戸かな   | 2019年10月30日 | ブルー         | バンビーナのご意見番 ※2020年以降、ライブ、イベントなどには辞退 |

### 最終所属メンバー
| 名前     | 加入日        | メンバーカラー | キャッチフレーズ                                              |
| -------- | ------------- | -------------- | ------------------------------------------------------------- |
| 早川瑞希 | 2017年1月27日 | オレンジ       | みんなの太陽 ／ 太陽燦々みんなを明るく照らしたい オレンジ担当 |
| 七海ゆあ | 2018年3月15日 | レッド         | みんなの事を真っ赤な血で染めちゃうぞ 赤色担当                 |

### 旧メンバー
| 名前       | 加入日         | メンバーカラー | キャッチフレーズ                                        | 卒業日         |
| ---------- | -------------- | -------------- | ------------------------------------------------------- | -------------- |
| 宮崎あや   | 結成時         | ピンク         | みんなのアイドル ／ みんなのハートを狙い撃ち ピンク担当 | 2018年12月20日 |
| 跡美しゅり | 結成時         | 赤             | みんなの女王様                                          | 2017年8月4日   |
| 広瀬うみ   | 結成時         | 青             | みんなの彼女                                            | 2017年夏       |
| 仁美まどか | 結成時         | 紫             | みんなのお姫様                                          | 2017年夏       |
| 北川ゆず   | 結成時         | 黄             | みんなの妹                                              | 2017年夏       |
| かなで自由 | 結成時         | 白             | みんなの憧れ                                            | 2017年夏       |
| 水澤りこ   | 結成時         |                |                                                         | 2016年夏       |
| 戸田真琴   | 2016年10月13日 | 緑             | みんなの癒し                                            | 2017年8月4日   |
| 桃尻かのん | 2018年2月22日  | ホワイト       |                                                         | 2018年7月22日  |
| 生駒はるな | 2018年2月22日  | ブルー         |                                                         | 2018年7月31日  |
| 榎本美咲   | 2018年3月15日  | グリーン       | 芝生でお昼寝したいな〜 癒しのグリーン担当               | 2018年12月27日 |

### 1日限定メンバー
| 名前       | 加入日         | メンバーカラー | キャッチフレーズ                                                |
| ---------- | -------------- | -------------- | --------------------------------------------------------------- |
| 白石茉莉奈 | 2018年12月20日 | パープル       | ご飯にする？お風呂にする？それともマリリン？ パープル担当       |
| 天使もえ   | 2018年12月20日 | ホワイト       | 天使の輪っか見えますか？いつもみんなを見守ってるよ ホワイト担当 |

## ディスコグラフィ
シングル
- Fantasmile!/Fairy Magic（2016年9月1日、つくばテレビ） - Vocal：宮崎/跡美/広瀬/仁美/北川/かなで/水澤
- Fantasmile!/Fairy Magic（2018年11月12日、つくばテレビ） - Vocal：宮崎/早川/七海/榎本
- ひもいとあかき/びりびりけ〜ん（2018年12月20日、つくばテレビ） - Vocal：宮崎/早川/七海/榎本

## 映像作品
Blu-ray
- 今日のあまつかVol.8（2018年12月23日、つくばテレビ） - 第4話 アーチェリーハント/第5話 アイドル育成講座
- 今日のあまつかVol.9（2019年7月20日、ノーマンスリー） - 特典 1日限定原宿☆バンビーナ加入

## 出演

### テレビ
- 原宿☆バンビーナ（2016年7月1日 - 2017年6月14日、全12回、エンタ!959） - Pigooオンデマンドで配信中 #1〜#12
- LADY MADONNA Vol.5（2017年8月2日 - 2017年8月12日、エンタ!959） - Pigooオンデマンドで配信中
- 今日のあまつか（2018年9月19日 - 2018年10月27日、エンタ!959） - Pigooオンデマンドで配信中 #41、#42
- 原宿☆バンビーナ候補生（2020年3月1日、エンタ!959）
- 私たち、原宿☆バンビーナ候補生です（2020年6月1日 - 、エンタ!959,アイドル専門チャンネルPigoo）

### Web番組
- アイドルは嘘ついてる!? with T #7（2018年11月30日、FRESH LIVE tv-asari）
- 原宿☆バンビーナCAFE/Road to The 原宿☆バンビーナ10.22（2019年6月1日、7月3日、8月23日、9月2日、YouTubeLIVE・エンタちゃん）出演：早川、七海
- 給与明細（2021年5月3日[36]、ABEMA）潜入ガール、小夏のみ

### YouTube
- 【原宿☆バンビーナ】モンロー系アイドル 再始動 七海ゆあ 早川瑞希（2019年2月13日、バンビTV/ バンビグループ公式）
- 【原宿☆バンビーナ】セクシー女優アイドルが業界ルールを暴露？！（2019年3月28日、バンビTV/ バンビグループ公式）
- 【公開生放送】Road to The 原宿☆バンビーナ10.22 Vol.1[37]（2019年6月1日、ちゃんエンタ）
- 【ROAD TO THE 10.22】原宿☆バンビーナ初ワンマンライブ ♪Fantasmile![38]（2019年7月2日、ちゃんエンタ）
- 【公開生放送】Road to The 原宿☆バンビーナ10.22 Vol.2[39]（2019年8月25日、ちゃんエンタ）
- 私たち原宿☆バンビーナ候補生です♪（2019年11月23日,2020年1月12日、エンタちゃん）

### オンラインゲーム
- 先生、学校でしようよ！（2019年2月1日 - 、DMM GAMES）[40][41][42]

### 舞台
- 劇団空白ゲノム「鱗と肌」（2020年3月17日 - 22日、東京・小劇場楽園） - 小夏のみ[43]
- ちーむ：つけやきば。「白い嘘　と、処方箋。」（2021年3月24日 - 28日、小劇場てあとるらぽう） - 葵奈緒 役、小夏のみ[44]
- MIDNIGITGRIM「EROFISH」（2020年2月20日、21日、東京・ブリンプクラブ） - 主演、小夏のみ
- 演劇集団イルカボーイズ「トンネルに咲く花」（2021年5月7日 - 9日、新宿眼科画廊）[45] - 小夏のみ
- 鉛色の恋（2024年8月6日 - 12日、高田馬場ラビネスト）小夏のみ

## イベント

### 2016年
- 「バンビ娘の新春紅白歌合戦」DVD発売記念イベント（2016年6月12日、秋葉原Pigooスタジオ）[46][47] - 宮崎/広瀬/仁美が原宿☆バンビーナ衣装で参加
- 原宿☆バンビーナフォトセッション
  - （2016年7月2日、秋葉原Pigooスタジオ）[48] - 宮崎/広瀬/かなで欠席
  - （2016年8月13日、秋葉原Pigooスタジオ）[49] - 仁美/かなで欠席
  - （2016年11月3日、秋葉原Pigooスタジオ）[50] - 広瀬/かなで/戸田欠席
- Tシャツラブサミット28（2016年7月9日、科学技術館１F催事場）[51][52][53] - 跡美欠席
- 原宿☆バンビーナ初お披露目ライブ（2016年9月1日、秋葉原P.A.R.M.S）[54][55][56]
- LADY MADONNA 〜All You Need Is Sexy Idol〜（2016年10月13日、川崎CLUB CITTA' ）[57][58][59] - 戸田初参加、広瀬/仁美欠席
- 仮面女子ライブオープニングアクト（2016年10月28日、秋葉原P.A.R.M.S）[60][61]

### 2017年
- 原宿☆バンビーナフォトセッション
  - （2017年1月27日、秋葉原Pigooスタジオ）[62] - 早川初参加、広瀬/仁美/北川/かなで/戸田欠席
  - （2017年4月27日、秋葉原Pigooスタジオ）[63] - 広瀬/仁美/かなで/戸田欠席
- 原宿☆バンビーナワンマンライブ（2017年2月11日、新宿スリーモンキーズカフェ）[64][65][66][67] - 広瀬/北川欠席
- 仮面女子ライブ（2017年3月30日、秋葉原P.A.R.M.S）[68] - 広瀬欠席
- LADY MADONNA vol.5（2017年5月19日、青山RizM）[69][70][71][72] - 広瀬/かなで欠席
- TIFもハジける！スパークリングNIGHT!!（2017年8月4日、フジテレビ湾岸スタジオ）[7][8] - 広瀬/かなで欠席

### 2018年
- 原宿☆バンビーナフォトセッション
  - （2018年2月22日、秋葉原Pigooスタジオ）[73][74][75][76][77] - 生駒/桃尻初参加
  - （2018年3月15日、秋葉原Pigooスタジオ）[78][79][80][81][82] - 七海/榎本初参加、生駒欠席
  - （2018年4月27日、秋葉原Pigooスタジオ）[83][84][85]
- 新生・原宿☆バンビーナお披露目ライブ（2018年5月17日、秋葉原P.A.R.M.S）[86][87] - 生駒欠席
- レディマニア vol.3（2018年6月18日、渋谷REX）[88][89][90] - 生駒欠席
- 原宿☆バンビーナフォトセッション＆カフェ
  - （2018年6月19日、秋葉原Pigooスタジオ＆ホワイトエレファント）[91][92][93][94] - 生駒/桃尻/七海欠席
  - （2018年7月31日、秋葉原Pigooスタジオ＆ホワイトエレファント）[95][96][97]
- 白石茉莉奈5周年・天使もえ4周年記念合同イベント（2018年7月1日、ベースメントモンスター王子）[98][99] - 生駒欠席、サプライズゲスト
- オンナノコノウタ
  - （2018年7月25日、morph-tokyo）[100][101][102] - 生駒欠席
  - （2018年9月11日、morph-tokyo）[103][104][105]
- 原宿☆バンビーナ定期公演『処女膜再生公演』
  - （2018年7月30日、新宿レッドノーズ）[106][107][108] - 生駒欠席
  - （2018年8月20日、新宿レッドノーズ）[109][110][2][111]
  - （2018年9月17日、新宿レッドノーズ）[112][113][114][115][116][117]
  - （2018年10月4日、新宿レッドノーズ）[118][119][120][121][122]
  - （2018年11月12日、新宿レッドノーズ）[123][124][125]
  - （2018年11月19日、新宿レッドノーズ）[126][127][128] - 七海欠席(挨拶あり)
- TIFもハジける！スパークリングNIGHT!!（2018年8月3日、フジテレビ湾岸スタジオ）[9][10]
- 原宿☆バンビーナカフェ
  - （2018年8月29日、秋葉原Pigooスタジオ＆ホワイトエレファント）[129][130][131]
  - （2018年9月13日、秋葉原Pigooスタジオ＆ホワイトエレファント）[132][133][134]
  - （2018年10月24日、秋葉原Pigooスタジオ＆ホワイトエレファント）[135][136][137] - 宮崎/榎本欠席
- ANYTHING THERE ENTERTAINMENT 2018
  - Vol.7 何でもありはどこまで加速スル!?（2018年9月22日、秋葉原ZEST）[138][139][140] - 宮崎欠席
  - Vol.8 ATE2018ありがとう！何でもアリの大忘年会だっ！（2018年12月8日、秋葉原ZEST）[141][142][143] - 早川/七海欠席
- LADY MADONNA 拡大版 〜Please please SEXY IDOL! Like We please you!（2018年10月23日、川崎CLUB CITTA' ）[144][145][146][147]
- morph-tokyo 16th Anniversary Special Week!!『M'stage』〜ハロウィンスペシャル〜（2018年10月30日、morph-tokyo）[148][149]
- 楽演祭vol.6 ハロウィンSP（2018年10月31日、池袋LiveinnROSA）[150][151][152]
- アイドルは嘘ついてる!? with T #7（2018年11月30日、東高円寺笑や）[153][154]
- 原宿☆バンビーナ 初ワンマンライブ『処女膜と逃げ場はもうNIGHT2018』（2018年12月20日、下北沢Reg）[155][156][157][158][159][160][161][162][163][19][20][21][22]
- AV女優宮崎あや引退イベント 宮崎あやの引退を止めるな!!! 全ての人にありがとう祭!!!（2018年12月27日、新宿ロフトプラスワン）[164] - サプライズゲスト

### 2019年
- 原宿☆バンビーナ定期公演『処女膜再生公演』
  - （2019年2月4日、新宿レッドノーズ）[165][166][167][168][169][170]
  - （2019年3月11日、新宿レッドノーズ）[171][172]
  - （2019年4月24日、新宿レッドノーズ）[25]
  - （2019年6月19日、新宿レッドノーズ）
- ANYTHING THERE ENTERTAINMENT 2019 Vol.9 サウンドワークスエイチアール10周年イベント！（2019年3月17日、秋葉原ZEST）[173][174]
- 原宿☆バンビーナカフェ＆撮影会
  - （2019年4月21日、秋葉原ホワイトエレファント＆Pigooスタジオ）[175]
  - （2019年7月3日、秋葉原ホワイトエレファント＆Pigooスタジオ）[176]
  - 七海ゆあお誕生日会（2019年9月17日、秋葉原ホワイトエレファント＆Pigooスタジオ）[177]
- ラムール主催ライブ『ちょっと休もう。〜何もしないから〜Vol.2』（2019年5月11日、上野音横丁）[178]
- ミルジェネプレミアムライブ vol.8（2019年5月17日、初台DOORS）[179][180]
- LADY MADONNA vol.9 ユニット祭（2019年5月23日、青山RizM）[181]
- 原宿☆バンビーナカフェ＆撮影会＆公開生放送
  - （2019年6月1日、秋葉原ホワイトエレファント＆Pigooスタジオ）[182]
  - （2019年8月25日、秋葉原ホワイトエレファント＆Pigooスタジオ）[183]
- IDOL COMET
  - 【Key Studio無料ライブ Vol.2】（2019年6月10日、新宿アルタKeyStudio）[184]
  - 【DAY】【NIGHT】（2019年9月8日、HOLIDAY新宿）[185]
- 音横×PRINK presents『GO MY WAY!!』番外編（2019年6月16日、OTODAMA SEA STUDIO）[186]
- 楽演祭
  - vol.9 令和初SP 〜ありがとう みおりん〜（2019年6月26日、池袋LiveinnROSA）[187][188]
  - vol.10 夏休み最後のバカ騒ぎSP（2019年8月28日、池袋LiveinnROSA）[189][190]
- 東京ガールズビート！Vol.8（2019年6月27日、池袋RUIDO K3）[191]
- ミルジェネ「美女と野獣 -Beauty and the Beast-」vol.21 with 原宿バンビーナ（2019年7月30日、六本木BIRDLAND）[192]
- 所澤神明社七夕祭 第一部 奉納コンサート（2019年8月7日、所澤神明社）
- 原宿☆バンビーナワンマンLIVE(102人で大〇交 生で味わえ中だしnight)（2019年10月22日、上野音横丁）[193]

## インタビュー
- 広瀬うみ「さわやかな告白をするのは恥ずかしい」（2016年10月1日、ザテレビジョン）[194]
- 原宿☆バンビーナとしても活躍中の早川瑞希ちゃん＜麻雅庵インタビュー＞（2018年9月1日、東スポ 裏通りWEB）[195]
- 2018年末で引退 宮崎あやインタビュー「実は、アイドルはあまり知らないんです(笑)」（2018年12月10日、デラべっぴんR）[196]
- 七海ゆあインタビュー（2019年1月19日、デラべっぴんR）[197]
- 医療法人 予防会「風俗業界が取り組むべき性病対策」＃3.郵送検査キット編（予防会×小夏つむぎ）（2020年2月4日、みっけStory[198]）